# Sigma Persei
Sigma Persei (35 Persei) é uma estrela na direção da constelação de Perseus. Possui uma ascensão reta de 03h 30m 34.48s e uma declinação de +47° 59′ 42.6″. Sua magnitude aparente é igual a 4.36. Considerando sua distância de 353 anos-luz em relação à Terra, sua magnitude absoluta é igual a −0.93. Pertence à classe espectral K3III.